# Адиабатная оболочка
Адиабатная оболочка — оболочка, которая не допускает теплообмен между физическим телом и внешней средой, что делает процесс адиабатным. Примерами являются термос, сосуд Дьюара. В качестве адиабатной оболочки может выступать магнитное поле, препятствующее контакту высокотемпературной плазмы со стенками установки. Адиабатной оболочки, полностью теплоизолирующей тело, не существует.